# Дворац Каштел у Панонији
Дворац Каштел у Панонији, насељеном месту у близини Бајше, на територији општине Бачка Топола, изграђен је 1846. године за племићку породицу Фалционе. Изградњу дворца је спровео гроф Арпад Фалционе, а парк око зграде је завршен тек 1870. године када је имањем управљао Арпад II Фалционе.
Данас зграда служи као музеј са сачуваним аутентичним стварима из дворца. У дворцу се налазе зелена банкет сала са стилским намештајем, велика црвена сала и сала у домаћем амбијенту Војвођанска сала. У комплексу дворца се налази и Хотел „Бисер”.

## Архитектура
Дворац је скромна приземна грађевина, смештена у изузетно негованом пространом парку, саграђена у духу зрелог класицизма са свим одликама које овај стил чине примереним архитектури дворца. Портик над главним улазом је у централном делу издужене правоугаоне основе. Ослоњен на четири масивна стуба који се завршавају јонским капителима, изнад којих се налази равна архитравна греда са годином изградње. Улаз је масиван, а са страна врата се налазе два прозорска отвора. Масивно четворосливно кровиште доприноси елеганцији и једноставности објекта. Изузетним пропорцијама објекта доприносе и ритмично постављени прозорски отвори, који тако одражавају унутрашњи распоред просторија. Аутентичан рад из епохе класицизма су свакако декоративни штитници од кованог гвожђа на прозорским отворима. У ентеријеру је сачувано неколико огледала, каљава пећ, подне облоге - паркет, столарија, радни сто, штуко декорација и мала библиотека.